# Bringasjön
Bringasjön är en sjö i Nässjö kommun i Småland och ingår i Lagans huvudavrinningsområde. Sjön har en area på 0,104 kvadratkilometer och ligger 255 meter över havet. Sjön avvattnas av vattendraget Lillån.

## Delavrinningsområde
Bringasjön ingår i det delavrinningsområde (637249-142771) som SMHI kallar för Nedlagd mätstation. Avrinningsområdets medelhöjd är 299 meter över havet och ytan är 25,58 kvadratkilometer. Det finns inga delavrinningsområden uppströms utan avrinningsområdet är högsta punkten. Lillån som avvattnar avrinningsområdet har biflödesordning 3, vilket innebär att vattnet flödar genom totalt 3 vattendrag innan det når havet efter 236 kilometer. Delavrinningsområdet består mestadels av skog (69 procent) och jordbruk (14 procent). Avrinningsområdet har 0,11 kvadratkilometer vattenytor vilket ger det en sjöprocent på 0,4 procent.